# Безбабченко, Андрей Иванович
Андре́й Ива́нович Безба́бченко (5 марта 1964, Тирасполь, Молдавская ССР, СССР — 22 мая 2019, с. Вапнярка, Лиманский район, Одесская область, Украина) — государственный деятель Приднестровской Молдавской Республики. Глава администрации города Тирасполь и города Днестровск с 24 января 2012 по 28 сентября 2016.

## Биография
Родился 5 марта 1964 в городе Тирасполь Молдавской ССР (ныне столица непризнанной Приднестровской Молдавской Республики).
В 1983 был призван на срочную военную службу в войсковую часть города Бендеры и демобилизован в 1985. 

### Образование
С 1971 по 1979 учился в тираспольских средних школах № 2 и № 11 со спортивным уклоном.
С 1979 по 1982  учился в ПТУ-8, где получил специальность «слесарь-инструментальщик».  
В 2003 окончил Приднестровский государственный университет имени Т. Г. Шевченко по специальности «историк».

### Трудовая деятельность
Трудовую деятельность начал в Тираспольском УВКХ слесарем-ремонтником.
В 1986 назначен методистом физкультурно-оздоровительной работы тираспольского завода «Металлоизделий» имени П. В. Добродеева, где одновременно являлся руководителем комсомольской организации. 
С 1989 занимал должность заместителя директора молодёжного центра «Проба» Городского комитета Коммунистического Союза Молодёжи Молдавии, а в 1990 был назначен директором этого же центра. Позднее молодёжный центр «Проба» был переименован в ООО «Тираспольская Инвестиционная Строительная Компания».
С 5 апреля 2004 по 24 января 2012 — директор ООО «Тираспольская Инвестиционная Строительная Компания». 
В 2005 был избран депутатом Тираспольского городского совета.
С 24 января 2012 по 28 сентября 2016 — глава администрации города Тирасполь и города Днестровск. 28 сентября 2016 подал в отставку, так как решил работать в предвыборной команде Евгения Шевчука.

### Убийство
23 мая 2019 Андрей Безбабченко был найден мёртвым в Одесской области. Его тело со следами пыток и связанными руками, сотрудники правоохранительных органов Украины обнаружили на заброшенной территории в селе Вапнярка Лиманского района, рядом с принадлежащем ему автомобилем класса «люкс». На Украине по факту случившегося с Безбабченко полиция возбудила уголовное дело по статье «Умышленное убийство». 
Через 2 месяца правоохранительные органы Украины задержали трёх граждан Приднестровья, подозреваемых в убийстве Безбабченко. По данным следствия, подозреваемые некоторое время следили за экс-мэром Тирасполя, проживавшим в селе Новая Дофиновка Одесской области и зная, что он является состоятельным человеком, решили похитить его и заставить заплатить выкуп за свою жизнь. Поселившись в Крыжановке, преступники некоторое время следили за жертвой, изучая его график и маршруты передвижения. 21 мая 2019 они перешли к активным действиям: ворвавшись в дом, где жил Безбабченко и связав его, погрузили в багажник его же автомобиля Infinity и отвезли к заброшенному зданию в Вапнярке, где принялись избивать, требуя деньги. Пытая похищенного, мужчины перестарались, и Безбченко скончался. Испугавшись, преступники бросили тело прямо на месте преступления и попытались скрыться.

## Семья
Воспитывал сына.

## Звания и награды
- Кандидат в мастера спорта по боксу
- Грамота Президента Приднестровской Молдавской Республики (27 августа 2007) — за заслуги в становлении и развитии Приднестровской Молдавской Республики, активную общественную и профессиональную деятельность и в связи с 17-й годовщиной со дня образования Приднестровской Молдавской Республики[10]
- Медаль «За трудовую доблесть» (23 августа 2013) — за большой вклад в защиту, становление и развитие Приднестровской Молдавской Республики, многолетний добросовестный труд, высокий профессионализм и в связи с 23-й годовщиной со дня образования Приднестровской Молдавской Республики[11]
- Медаль «25 лет Приднестровской Молдавской Республике» (28 августа 2015) — за большой вклад в защиту, становление и развитие Приднестровской Молдавской Республики, активную общественную деятельность, добросовестный труд, высокий профессионализм и в связи с 25-й годовщиной со дня образования Приднестровской Молдавской Республики[12]

## Примечание
1. ↑  Безбабченко Андрей Иванович. Дата обращения: 30 мая 2013. Архивировано из оригинала 17 октября 2017 года.
2. ↑  Безбабченко Андрей Иванович. Дата обращения: 30 мая 2013. Архивировано 30 мая 2013 года.
3. ↑  ВЫБОРЫ – ИТОГИ – ПЕРСПЕКТИВЫ. Архивировано 20 марта 2016. Дата обращения: 30 мая 2013.
4. ↑  Указ Президента ПМР №42 О назначении руководителей исполнительных органов государственной власти Приднестровской Молдавской Республики (24 января 2012). Дата обращения: 30 мая 2013. Архивировано 30 мая 2013 года.
5. ↑  АНДРЕЙ БЕЗБАБЧЕНКО: «ОПЫТ, КОТОРЫЙ Я ПРИОБРЕЛ НА ГОСУДАРСТВЕННОЙ СЛУЖБЕ, ХОЧУ ПРИМЕНИТЬ В ВЫБОРАХ ПРЕЗИДЕНТА». novostipmr.com (29 сентября 2016). Дата обращения: 30 сентября 2016. Архивировано 1 октября 2016 года.
6. ↑  Указ Президента ПМР № 397 «Об освобождении от должности главы государственной администрации города Тирасполь и города Днестровск». president.gospmr.ru (28 сентября 2016). Дата обращения: 30 сентября 2016. Архивировано 1 октября 2016 года.
7. ↑  Убитый под Одессой бизнесмен оказался бывшим мэром Тирасполя. fakty.ua. Дата обращения: 17 декабря 2019. Архивировано 17 декабря 2019 года.
8. ↑  [eadaily.com/ru/news/2019/05/23/byvshiy-mer-stolicy-pridnestrovya-ubit-pod-odessoy Бывший мэр столицы Приднестровья убит под Одессой]. Дата обращения: 23 мая 2019. Архивировано 28 мая 2019 года.
9. ↑  Раскрыто убийство бывшего мэра Тирасполя. Дата обращения: 19 мая 2021. Архивировано 19 мая 2021 года.
10. ↑  О НАГРАЖДЕНИИ ГРАМОТОЙ И ВРУЧЕНИИ БЛАГОДАРСТВЕННОГО ПИСЬМА ПРЕЗИДЕНТА ПРИДНЕСТРОВСКОЙ МОЛДАВСКОЙ РЕСПУБЛИКИ (27 августа 2007). Дата обращения: 30 мая 2013. Архивировано 30 мая 2013 года.
11. ↑  Указ № 395 «О награждении государственными наградами Приднестровской Молдавской Республики» (1 сентября 2013). Дата обращения: 1 сентября 2013. Архивировано 17 сентября 2013 года.
12. ↑  Указ Президента ПМР № 338 «О награждении юбилейной медалью «25 лет Приднестровской Молдавской Республике». 31 августа 2015. Архивировано 5 сентября 2015. Дата обращения: 31 августа 2015.